# Nabelschau
Der Begriff Nabelschau ist eine Lehnübersetzung des griechischen Ausdrucks omphaloskopia (dt. Omphaloskopie). Im modernen, übertragenen Sinn bezeichnet er eine übertriebene Beschäftigung mit sich selbst. Der griechische Ausdruck bezog sich ursprünglich auf einen nebensächlichen Aspekt einer kontemplativen Gebetspraxis des Hesychasmus, einer Strömung in der orthodoxen byzantinischen Kirche. Heute wird der Begriff „Nabelschau“ im Deutschen umgangssprachlich oft auf saloppe, scherzhafte Weise verwendet. Er ist gewöhnlich mit einer negativen Bewertung verbunden, denn er vermittelt die Vorstellung einer übertriebenen, unfruchtbaren Beschäftigung mit der eigenen Person oder Gruppe, die von wichtigeren Aufgaben ablenkt und eine nötige Hinwendung zur Umwelt verhindert.

## Religiöser Ursprung

### Theorie des Hesychasmus
Ab dem 12./13. Jahrhundert breitete sich im byzantinischen Mönchtum eine Gebetspraxis aus, in der völlige äußere und innere Ruhe (griechisch hesychia) angestrebt wird und die daher Hesychasmus genannt wird. Das Zentrum des spätmittelalterlichen Hesychasmus war der Berg Athos. Zu den Merkmalen der hesychastischen Spiritualität, die noch heute in den orthodoxen Kirchen gepflegt wird, gehört eine bestimmte Sitzhaltung beim individuellen Beten. Kritiker, die einen einzelnen Aspekt herausgreifen, verwenden dafür die abwertende Bezeichnung „Nabelschau“.
Ein wesentlicher Bestandteil der hesychastischen Erfahrung sind Lichtvisionen. Die betenden Hesychasten meinen ein überirdisches Licht wahrzunehmen, das sie mit dem Licht gleichsetzen, in dem den Evangelien zufolge Christus auf einem Berg verklärt wurde. Dieses Licht wird Taborlicht genannt, denn bei dem Berg handelt es sich nach außerbiblischer Überlieferung um den Berg Tabor. Gegner des Hesychasmus bestreiten die Zulässigkeit der theologischen Voraussetzungen dieser Annahme.

### Hesychasmusstreit
Im frühen 14. Jahrhundert wurde der Hesychasmus zum Gegenstand eines erbitterten theologischen Konflikts („Hesychasmusstreit“) zwischen Hesychasten und Antihesychasten. Der Wortführer der Hesychasten war der Athos-Mönch Gregorios Palamas. Seine Theologie verschaffte der hesychastischen Praxis ihre theoretische Begründung und Rechtfertigung. Auf mehreren Konzilien in Konstantinopel fiel im Zeitraum von 1341 bis 1351 die Entscheidung der byzantinischen Kirche, zunächst die Gegner des Hesychasmus zu verurteilen und dann den Hesychasmus samt seiner theoretischen Begründung durch die Lehre des Palamas („Palamismus“) zur verbindlichen Kirchenlehre zu erheben. Dies ist noch heute die offizielle theologische Position der Griechisch-Orthodoxen Kirche.

### Gebetspraxis
Die hesychastische Literatur enthält verschiedene Ratschläge für die Körperhaltung und vor allem für die Atmung, die auf Förderung der Konzentration abzielen. Der Körper soll durch seine Haltung die geistige Ausrichtung auf das Herz als Mitte des Menschen und Sitz der Seele unterstützen. Das kann beispielsweise geschehen, indem der Betende sich körperlich auf die Mitte seines Leibes, den Bauchnabel, ausrichtet. Dabei handelt es sich aber nicht um einen notwendigen Bestandteil hesychastischen Betens. In einem erheblichen Teil des hesychastischen Schrifttums kommt die Nabelschau nicht vor oder wird abgelehnt, da der Bauchnabel der Sitz der Leidenschaften sei.
Gregorios Palamas betont, dass technische Anweisungen nur Hilfsmittel seien, die dem Anfänger die schwierige Aufgabe der anhaltenden Konzentration erleichtern sollen. Auch die angestrebte Ruhe ist für die Hesychasten kein Selbstzweck, sondern nur eine Voraussetzung für die Erreichung des spirituellen Ziels.
Schon zur Zeit des Hesychasmusstreits im 14. Jahrhundert wurde die Nabelschau von gegnerischer Seite zum Kritikpunkt gemacht. So bezeichnete Barlaam von Kalabrien die von ihm kritisierten hesychastischen Mönche als „Nabelseelen“ oder „Menschen mit der Seele im Nabel“ (omphalopsychoi).